# Medon rufiventris
Medon rufiventris är en skalbaggsart som först beskrevs av Alexander von Nordmann 1837.  Medon rufiventris ingår i släktet Medon, och familjen kortvingar. Enligt den svenska rödlistan är arten otillräckligt studerad i Sverige. Arten förekommer på Öland. Artens livsmiljö är skogslandskap, jordbrukslandskap.